# 歐洛斯嶺
歐洛斯嶺（英語：Eurus Ridge）是南極洲的山嶺，位於維多利亞地的斯科特海岸，屬於奧林匹斯山脈的一部分，以希臘神話的東風神命名，現時由南極條約體系管理。

## 外部連結
. . United States Geological Survey.   [2012-03-06].
77°26′S 162°59′E / 77.433°S 162.983°E